# Paul Hildgartner
Paul Peter Hildgartner (ur. 8 czerwca 1952 w Kiens) – włoski saneczkarz, trzykrotny medalista olimpijski, wielokrotny medalista mistrzostw świata i Europy, trzykrotny zwycięzca Pucharu Świata.

## Kariera
Pierwszy sukces w karierze osiągnął w styczniu 1971 roku, kiedy zdobył złoty medal w dwójkach podczas mistrzostw Europy w Imst. Parę tygodni później, także w parze z Walterem Plaiknerem zdobył złoty medal na mistrzostwach świata w Olang. W 1972 roku wystartował na igrzyskach olimpijskich w Sapporo, zdobywając złoty medal w dwójkach. Był to pierwszy w historii złoty medal dla Włoch w tej konkurencji; Włosi zajęli pierwsze miejsce ex aequo z reprezentantami NRD: Horstem Hörnleinem i Reinhardem Bredow. Następnie zdobył brąz w dwójkach na mistrzostwach świata w Oberhofie w 1973 roku i złoty indywidualnie na rozgrywanych pięć lat później mistrzostwach świata w Imst. W międzyczasie wystąpił na igrzyskach w Innsbrucku, gdzie w dwójkach był jedenasty, a rywalizacji w jedynkach nie ukończył. W 1979 roku był trzeci w jedynkach podczas mistrzostw świata w Königssee, przegrywając tylko z Dettlefem Güntherem z NRD i Włochem Karlem Brunnerem. Kolejny medal przywiózł z igrzysk olimpijskich w Lake Placid w 1980 roku, zajmując drugie miejsce w jedynkach. W zawodach tych rozdzielił na podium Bernharda Glassa z NRD i Antona Winklera z RFN. Ponadto w 1983 roku był indywidualnie trzeci na mistrzostwach świata w Lake Placid, a rok później zwyciężył w tej samej konkurencji na igrzyskach w Sarajewie. Ostatni sukces osiągnął w 1988 roku, zdobywając brązowy medal w konkurencji drużynowej podczas mistrzostw Europy w Königssee. W tym samym roku wystąpił także na igrzyskach olimpijskich w Calgary, zajmując dziesiąte miejsce w jedynkach.
W 1980 zdobył srebro w jedynkach, a w 1984 złoto. Na mistrzostwach świata zdobył pięć medali. W 1971 został mistrzem świata w dwójkach, a w 1978 w dwójkach. Na swoim koncie ma również trzy medale brązowe wywalczone w 1973 w dwójkach oraz w 1979 i 1983 w jedynkach. Na mistrzostwach Europy wywalczył sześć medali z czego cztery złote (po dwa w jedynkach i dwójkach). Raz był drugi, a raz był trzeci.
W Pucharze Świata sześciokrotnie zajmował miejsce na podium klasyfikacji generalnej, zdobywając Kryształową Kulę w sezonach 1978/1979, 1980/1981 oraz 1982/1983.
W 2004 roku znalazł się w pierwszej trójce zawodników, razem z Klausem Bonsackem oraz Margit Schumann, którzy trafili do Hali Sław Światowej Federacji Saneczkarstwa.
Od igrzysk olimpijskich w Turynie imię Hildgartnera nosi 17 zakręt toru w Cesanie, na którym swoje zawody rozgrywają saneczkarze, bobsleiści i skeletoniści.

## Osiągnięcia

### Igrzyska olimpijskie
| Rok  | Miejsce     | Jedynki | Dwójki |
| ---- | ----------- | ------- | ------ |
| 1972 | Sapporo     | 8.      | =1.    |
| 1976 | Innsbruck   | DNF     | 11.    |
| 1980 | Lake Placid | 2.      |        |
| 1984 | Sarajewo    | 1.      |        |
| 1988 | Calgary     | 10.     |        |

### Puchar Świata

#### Miejsca na podium w klasyfikacji generalnej
| Sezon     | Miejsce |
| --------- | ------- |
| 1977/1978 | 2.      |
| 1978/1979 | 1.      |
| 1980/1981 | 1.      |
| 1982/1983 | 1.      |
| 1985/1986 | 3.      |
| 1986/1987 | 3.      |